# Viaduc de la Savoureuse
Le viaduc de la Savoureuse est l'ouvrage d'art le plus long parcouru par la LGV Rhin-Rhône, avec 792 m de long, pour une hauteur maximale de 32 m. Il franchit l'autoroute A36, la route nationale 437, le canal de la Haute-Saône ainsi que la Savoureuse.

## Architecture
Faisant reposer les charges sur 11 piles tétrapodes, le viaduc est conçu pour permettre le passage de deux trains en sens contraire à une vitesse respective de 350 km/h.
Le coût du viaduc est de 52 millions d'euros HT.
L'architecture a été dessinée par un architecte français — Sébastien Ricard — travaillant pour l'entreprise londonienne Wilkinson Eyre.

## Acteurs de la construction
| Entreprise(s)                  | Rôle                               |
| ------------------------------ | ---------------------------------- |
| Réseau ferré de France         | Maître d'ouvrage                   |
| Setec                          | Maître d'œuvre                     |
| Jean Muller International      | Conception                         |
| Wilkinson Eyre                 | Architecture                       |
| COREDIA                        | Études techniques (structure)      |
| SNCF - IGOA                    | Études de construction/réalisation |
| Fondasol                       | Experts en géotechnique/géologie   |
| BIEP                           | Vérification                       |
| CCS                            | Vérification                       |
| Eiffel Construction Métallique | Mandataire                         |
| Eiffage TP                     | Génie civil                        |
| Eiffel Construction Métallique | Construction métallique            |
| Spie Fondations                | Fondations                         |
| Forézienne d'Entreprises       | Terrassements                      |

## Historique
Le chantier a débuté en juin 2005, dans le but d'être opérationnel pour 2011.
- avril 2007, Ordre de service de démarrage des travaux[2]
- mai 2007, début effectif des travaux
- 26 novembre 2008, premier lançage du tablier[2]
- 24-25 février 2009, deuxième lançage du tablier[7].

- nuit du 18 au 19 avril, le viaduc franchit l'autoroute[8].

- mi-juillet 2010, le rail est posé sur le viaduc[9].